# Lyndon Dykes
Lyndon John Dykes (* 7. Oktober 1995 in Gold Coast) ist ein australisch-schottischer Fußballspieler, der seit 2020 beim englischen Zweitligisten Queens Park Rangers unter Vertrag steht. Seit 2020 spielt er zudem für die schottische Fußballnationalmannschaft.

## Karriere

### Verein
Lyndon Dykes, als Sohn von schottischen Eltern in Australien geboren und aufgewachsen, spielte in seiner Jugend Rugby, ehe er in Gold Coast im Bundesstaat Queensland beim Mudgeeraba SC aus dem gleichnamigen Stadtteil mit dem Fußballspielen anfing. Später lief er für den Merrimac FC, für Redlands United und dann für den Gold Coast City FC sowie für den Surfers Paradise Apollo SC. Während einer Schulreise in England ging Dykes nach Schottland und besuchte seine Verwandten in Dumfries, welches auch die Heimatstadt seiner Eltern ist. Dort lief er bald für die U20-Mannschaft von den Queens of the South auf und kehrte später, im Januar 2015, nach Australien zurück. Ein Jahr später, im Januar 2016, zog es Lyndon Dykes erneut nach Schottland und spielte nun in der ersten Mannschaft der Queens of the South. Sein erstes Pflichtspiel für die erste Mannschaft war der 2:0-Auswärtssieg gegen den Queen’s Park FC in der Gruppenphase im schottischen Pokal. Schon bald erkämpfte sich Dykes einen Stammplatz und kam für die Queens of the South im Ligafußball zu mindestens 100 Einsätzen, in denen er 12 Treffer erzielte.
Anfang 2019 wurde er vom FC Livingston verpflichtet, allerdings verliehen diese ihn bis zum Saisonende an seinen vorherigen Verein. Sein erstes Spiel für den FC Livingston in einem Pflichtwettbewerb war das Gruppenspiel im schottischen Pokal beim FC Falkirk, wo Lyndon Dykes in der 36. Minute die zwischenzeitliche 1:0-Führung erzielte. Nach 120 Minuten, in denen es 1:1 stand, ging die Partie ins Elfmeterschießen, wo der FC Livingston gewann. Auch in seinem neuen Verein erkämpfte er sich einen Stammplatz und kam zu 28 Ligaeinsätzen, in denen er 11 Tore erzielte.
Im August 2020 wechselte er für eine Ablösesumme von zwei Millionen Pfund zu den Queens Park Rangers in die zweite englische Liga und unterschrieb einen bis 2024 gültigen Vertrag. Beim Londoner Verein ist er gesetzt, am 7. November 2020 gelang ihm beim 1:3 am 11. Spieltag bei den Blackburn Rovers sein erstes Tor, als er per Elfmeter den 1:1-Ausgleich erzielte.

### Nationalmannschaft
Am 25. August 2020 wurde Dykes zum ersten Mal in den Kader der Schottischen Nationalmannschaft berufen. Sein Debüt gab er am 4. September 2020 gegen Israel. Zur Fußball-Europameisterschaft 2021 wurde er in den schottischen Kader berufen, kam aber mit diesem nicht über die Gruppenphase hinaus.